# Pristobunus hadrus
Pristobunus hadrus är en spindeldjursart som beskrevs av Forster 1954. Pristobunus hadrus ingår i släktet Pristobunus och familjen Triaenonychidae. Inga underarter finns listade i Catalogue of Life.